# Untitled Goose Game
Untitled Goose Game è un videogioco rompicapo del 2019 sviluppato da House House. Pubblicato da Panic per Microsoft Windows, macOS e Nintendo Switch, il gioco ha ricevuto conversioni per PlayStation 4 e Xbox One.

## Modalità di gioco
Il personaggio giocante è un'oca che deve svolgere una serie di compiti assegnati.. Le meccaniche di gioco ricordano quelle di un videogioco stealth.